# 相賀 (唐津市)
相賀（おうか）は、佐賀県唐津市にある地名。県内屈指の難読地名である。

## 概要
郵便番号は847-0132。かつては湊村相賀であったが、昭和の大合併で唐津市に編入し現在は唐津市相賀。

## 地形・地勢
唐津市の北部にあり東松浦半島の東部に位置する。地区の3分の1は平野部で占める。地区の東側に山には「東山」があり東松浦半島の最東端は相賀崎。かつては東山の影響でアナログ時代はTVQ九州放送の電波がこの地域で受信できなかった。
地区の西部の丘陵地は上場台地に含まれる。沿岸部分は唐津湾、もしくは唐房湾に面する
相賀から大島地区、福岡県糸島市二丈町地域や浮岳を臨むことができる

## 地域
相賀地区は山中・相賀東・相賀西で構成。
隣接する地域は南に鳩川、西に鎮西町八床、北に湊町。

## 産業
主に農業。稲作やイチゴの他に花の栽培が盛ん。夜になると国道204号沿いのビニールハウスは「電照菊」の風景が広がる。
漁業も行われており、相賀漁港近くに栽培漁業協会がある。

## 観光・風景・風習
地区にある住吉神社では相賀獅子舞が奉納され、年始に各家庭を周り披露される
国道沿いに唐津三大松原相賀の松原が広がる。松原は湊小中学校の校歌の歌詞に出てくる。
夏場は県内屈指の透明度を誇る北浜・相賀の浜海水浴場があり県外からの客で賑わう。漂着物の清掃活動もおこなわれている。
西部の丘陵部には風力発電の風車があり、一年中安定して風が吹くことから東松浦半島に風力発電が多い。

## 世帯数と人口
2022年（令和4年）2月1日現在の世帯数と人口は以下の通りである。
| 町丁 | 世帯数  | 人口  |
| ---- | ------- | ----- |
| 相賀 | 303世帯 | 644人 |

## 小・中学校の学区
市立小・中学校に通う場合、学区は以下の通りとなる。
| 番地 | 小学校           | 中学校           |
| ---- | ---------------- | ---------------- |
| 全域 | 唐津市立湊小学校 | 唐津市立湊中学校 |

## 交通

### 道路
- 国道382号

## 施設
- 唐津市消防団唐津支団湊分団第１・２部消防ポンプ格納庫
- 佐賀県玄海栽培漁業協会
- 相賀漁港
- 住吉神社